# Deroplia variegata
Deroplia variegata är en skalbaggsart som först beskrevs av Stefan von Breuning 1956.  Deroplia variegata ingår i släktet Deroplia och familjen långhorningar. Inga underarter finns listade i Catalogue of Life.